# 阿尔弗雷德·韦伯
阿尔弗雷德·韦伯（德語：Alfred Weber，1868年6月30日—1958年5月2日），德国经济学家、地理學家、社会学家和文化理论家。他的成果深刻影响了现代经济地理学的发展，其中以工業區位理論最為著名。他是马克斯·韦伯的弟弟。知名学生有政治学家卡尔·约阿希姆·弗里德里希。

## 著作
- 《工业区位论》（1909年）
- Ideen zur Staats - und Kultursoziologie (1927)
- Kulturgeschichte als Kultursoziologie (1935)
- 《永别了，欧洲史或征服虚无主义》（1947年）
- 《社会学概论》（1955年）